# Olivier Rameau
Olivier Rameau est une série de bande dessinée belge parue pour la première fois en 1968 dans le journal de Tintin. Le scénario est de Greg, les dessins et couleurs de Dany.

## Naissance de la série
Au cours d’une balade dans les Ardennes belges, Greg remarque que les rails des tramways, remplacés par des bus, existent toujours et s’enfoncent parfois dans les taillis. Il imagine qu’ils pourraient conduire à un monde parallèle.

## Synopsis
Un jeune clerc de notaire, Olivier Rameau, et son collègue, Maître Pertinent, sont appelés au pays de Rêverose, strictement interdit aux gens ennuyeux, où tout n'est que rêve et fantaisie. Ils deviennent vite des citoyens à part entière d'Hallucinaville, et ils ne regrettent pas du tout « le vrai monde où l'on s'ennuie ». Ils y vivent de merveilleuses aventures en compagnie de la ravissante Colombe Tiredaile. Olivier Rameau tombe immédiatement amoureux de cette jeune fille, alors la secrétaire de Théobald le Lapin, et à l'issue du troisième volume, l'épouse.

## Les personnages

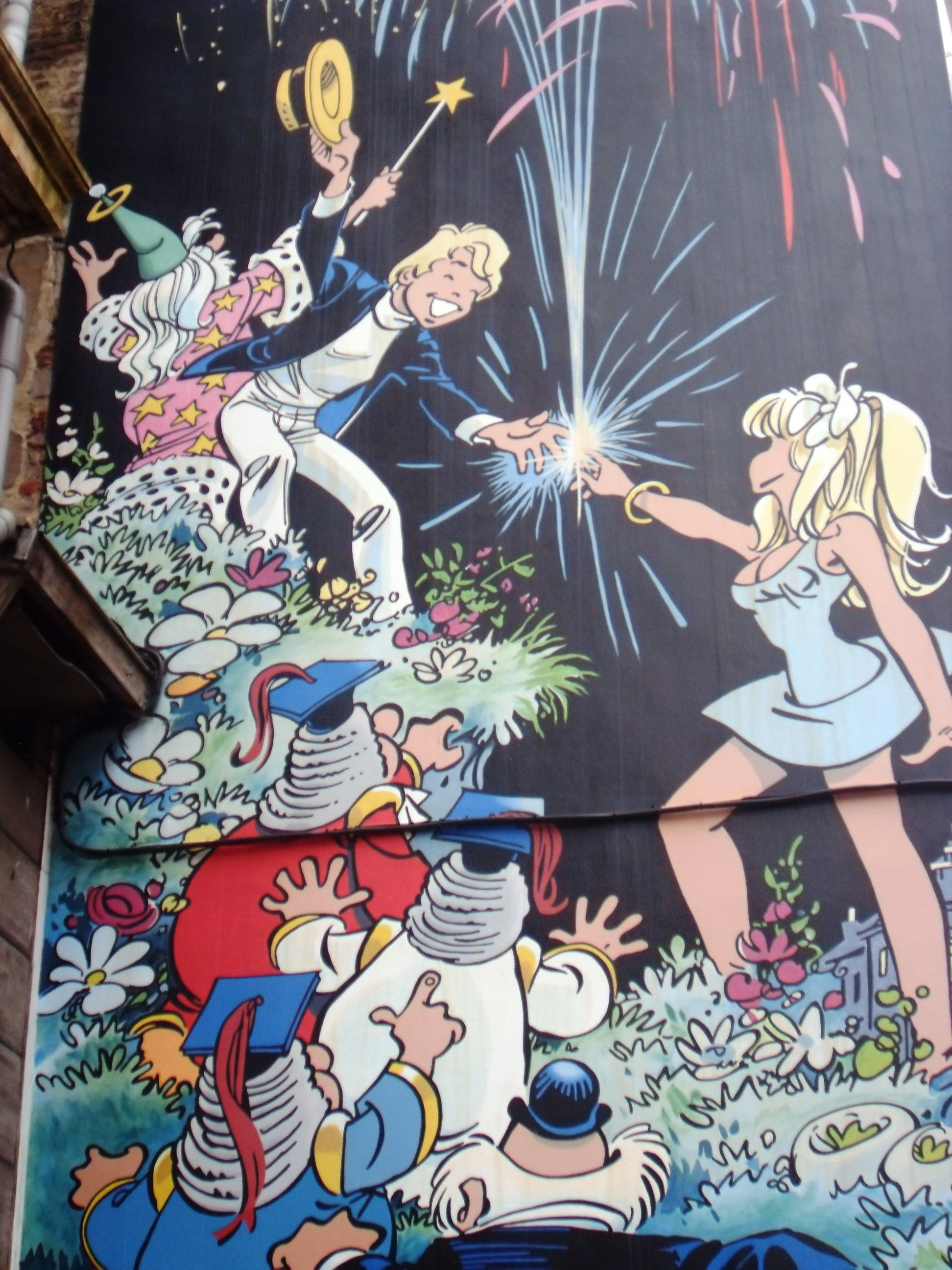
Peinture murale au 9, Rue du chêne, Bruxelles. De haut en bas : Ebouriffon, Olivier Rameau, Colombe Tiredaile, les 3 Ziroboudons, Alphonse Pertinent.

### Personnages principaux
- Olivier Rameau : Le héros jeune et beau ;
- Colombe Tiredaile : Jeune fille habitante de Rêverose ;
- Alphonse[3] Pertinent (que tous les autres personnages appellent Monsieur Pertinent : Ancien clerc de notaire et collègue d'Olivier Rameau.

### Habitants de Rêverose
- Les trois Ziroboudons : « Ziroboudon I, Ziroboudon II et Ziroboudon III, sans que cet ordre numérique ait la moindre importance et d'ailleurs entre nous qu'est-ce qui en a, on vous le demande[4] » ; ce sont les trois sages qui président à la destinée de la nation. Ils se différencient par la couleur de leurs toges, rouge, blanche et bleue, et celui qui est vêtu de cette dernière est de loin le plus gourmand des trois ;
- Le Grand Pas Sage Ebouriffon : ceux qui savent tout à Rêverose sont appelés « pas sages », par opposition du monde-où-l'on-s'ennuie[5]. Il habite dans le Château des 4 lunes qu'il a lui-même imaginé et bâti ;
- Parfait Poinçon : fonctionnaire zélé et conducteur du petit tramway qui conduit à Rêverose ;
- Majestor : lion anthropomorphe qui participe à plusieurs expéditions menées par Olivier ;
- Théobald : grand lapin anthropomorphe, dont Colombe est la secrétaire. On le retrouve dans l'album Les Disparus du bayou Plalah ;
- Le père Labanquise : le garde champêtre de Rêverose est un phoque anthropomorphe. « Évitez d'être en froid avec lui, il a un cœur de glace [6]! » ;
- Pazunbrin : l'épouvantail le plus rassurant qui soit, gardien des champs de sucettes et grand ami des oiseaux ;
- Kolossal : nain de jardin affublé de son inséparable brouette ;
- Général Particulier : « quinze campagnes, dont douze fleuries, foudre de guerre avec gros éclairs, y compris ceux de lucidité », heureusement que ses batailles ne se sont jamais déroulées qu'avec des caramels sur des cartes imaginaires[7] ;
- Phil Afil et Mademoiselle Piquapointe : maitre-tailleur de Rêverose, assisté de sa gouvernante, une pelote d'épingles, « une personne qui se hérisse vite [8]!» ;
- Capitaine Christoforo Héondizèque, navigateur, son maître d'équipage Sapaittseck et sa vigie : à l'origine de l'intrigue de l'album La Caravelle de n'importe-où ;
- Et ceux qui ne sont pas nommés (pour autant qu'ils aient un nom) : la dompteuse, la ballerine, le ramoneur, la sonnette, le gâteau, le perroquet crieur public, le chat bleu domestique du Grand Pas Sage Ebouriffon…

### Les Absurdes
Est appelée Absurde toute personne qui vient d'Absurdie, « c'est le nom scientifique du vrai-monde-où-l'on-s'ennuie, ce petit univers bizarre en marge » de Rêverose.
- Grinssan de Samankeduile : chevalier en armure, il s'est retrouvé à Rêverose par accident, en s'égarant une nuit de bal costumé[10]. Il s'affiche d'abord en rival d'Olivier avant de s'amender et lui sera désormais loyal en l'accompagnant en mission ;
- Prudent Sifflet et son chien Népomucène : chef de gare à Turelurette, petit village absurde par lequel on passe pour se rendre à Rêverose ;
- Musicanard et Pointujoli : un poète et un dessinateur, admis à Rêverose pour « faits de gentillesse extraordinaires et preuves exemplaires de gaîté communicative[11] » ;
- La Candeur et Fourbignol : deux escrocs qui se font passer pour Musicanard et Pointujoli, à l'origine de l'intrigue de l'album Le Château des 4 lunes ;
- Aimé Detousses : inadapté de notre monde, admis à Rêverose mais appelé sous les drapeaux, à l'origine de l'intrigue de l'album Le Grand voyage en Absurdie ;
- Les passagers et membres d'équipage du vol Moscair 222, à l'origine de l'intrique de l'album L'Oiseau de par-ci, par-là :
  - Honoré Pétanque, commandant de bord marseillais ;
  - Exupermoz, copilote et officier de réserve ;
  - Sosthène Craque, steward qui décidera de rester à Rêverose ;
  - Jules-Jules Bryan-Lastusse, entrepreneur en bâtiment et travaux publics ;
  - Oscar Dubide, secrétaire particulier de M. Bryan-Lastusse ;
  - Mademoiselle Alun, secrétaire de M. Bryan-Lastusse ;
  - Pépé Zulle : gangster de Pigalle et pirate de l'air à ses heures ;
  - Kid Torniol : homme de main de Pépé Zulle ;
- Kid Cahot : boxeur professionnel qui n'a de mérite que de perdre tous ses combats par K.O. ; ainsi assommé, il entre au pays de Rêverose. Présent dans deux albums : Le Canon de la bonne humeur et L'Océan sans surface.

## Albums

### Série classique
Olivier Rameau est édité en albums par les éditions du Lombard à partir de 1970, deux ans après le début de la parution dans Tintin. Quatre albums sont d'abord publiés dans la collection « Jeune Europe », publications brochées regroupant des séries d'auteurs variés. À partir du Grand Voyage en Absurdie, en 1974, Olivier Rameau fait l'objet d'une série d'albums cartonnés publiés dans la collection du Lombard, plus prestigieuse. La série a été rééditée en 1997 par P&T Production, avec de nouvelles couvertures, puis en 2005 par Joker Éditions.

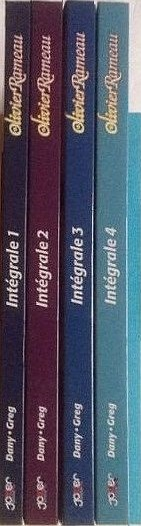
Olivier Rameau, Intégrale 1 à 4 (et couvertures en projets).

- 1 La Merveilleuse odyssée d'Olivier Rameau et de Colombe Tiredaile, Le Lombard, Jeune Europe, Bruxelles, janvier 1970
Scénario : Greg - Dessin : Dany
- 2 La Bulle de si-c'était-vrai, Le Lombard, Jeune Europe, Bruxelles, janvier 1971
Scénario : Greg - Dessin : Dany
- 3 Le Château des 4 lunes, Le Lombard, Jeune Europe, Bruxelles, janvier 1972
Scénario : Greg - Dessin : Dany
- 4 La Caravelle de n'importe-où, Le Lombard, Jeune Europe, Bruxelles, janvier 1973
Scénario : Greg - Dessin : Dany
- 5 Le Grand voyage en Absurdie, Le Lombard, Bruxelles, janvier 1974
Scénario : Greg - Dessin : Dany
- 6 L'Oiseau de par-ci, par-là, Le Lombard, Bruxelles, janvier 1975
Scénario : Greg - Dessin : Dany
- 7 Le Miroir à trois faces, Le Lombard, Bruxelles, septembre 1976
Scénario : Greg - Dessin : Dany
- 8 La Trompette du silence[13], Le Lombard, Bruxelles, janvier 1978
Scénario : Greg - Dessin : Dany
- 9 Le Canon de la bonne humeur, Le Lombard, Bruxelles, septembre 1983
Scénario : Greg - Dessin : Dany
- 10 Le Rêve aux 7 portes, Le Lombard, Bruxelles, novembre 1985
Scénario et dessin : Dany
- 11 L'Océan sans surface, Le Lombard, Bruxelles, juin 1987
Scénario : Greg - Dessin : Dany
- 12 Les Disparus du bayou Plalah, Éditions Joker, juillet 2005
Scénario et dessin : Dany

### Hors série
- Colombe[14], Éditions de Bruxelles, avril 1985
Scénario : Greg - Dessin et couleurs : Dany
- Colombe II, Editions du Lion, décembre 1986
Scénario, dessin et couleurs : Dany

## Un treizième tome, plus de treize ans plus tard?
Alors que Dany n'a jamais fait de secret sur l'intrigue d'un treizième album dans ses tiroirs (Le pays des 1001 ennuis, une confrontation entre Rêverose et le monde des mille et une nuits.), le projet écrit, dialogué et découpé n'a jamais été dessiné faute de temps. Mais en 2018, l'intérêt est relancé quand une partie du catalogue de Joker est racheté par Kennes, dont les séries de Danypuis une réédition totale pour l'anniversaire de ses 50 ans.

## Publications
Cette série de bande dessinée est parue de 1968 à 1986 dans le journal de Tintin. Le tome 12 fut prépublié dans le magazine Bodoï.
Quelques récits courts ont paru dans le Journal de Tintin et sont inédits en album :
- 1972 : La ballade de l’épouvantail (14 planches).
- 1986 : Rêve et cinéma (2 planches).
- 1986 : C’est pas l’heure du contrôleur (4 planches).
- 1986 : Une poupée pour Leila (4 planches).
- 1987 : Japoniaiserie (1 planche).
- 1987 : L’attaque du petit train (4 planches).
- 1988 : Andorre (1 planche).

## Récompenses
- 1984 : Prix des lecteurs de Bédésup, catégorie « meilleur album pour les moins de quinze ans », pour Le Canon de la bonne humeur[18]